# Cyrtanthus inaequalis
Cyrtanthus inaequalis är en amaryllisväxtart som beskrevs av O'brien. Cyrtanthus inaequalis ingår i släktet Cyrtanthus, och familjen amaryllisväxter. Inga underarter finns listade i Catalogue of Life.